# ISO (supermarkedskæde)
 For alternative betydninger, se ISO (flertydig). (Se også artikler, som begynder med ISO)
ISO var en supermarkedskæde med 12 butikker i Storkøbenhavn og Nordsjælland. Kædens butikker blev 1. april 2007 omdannet til SuperBest-butikker.

## Historie
ISO-kæden blev grundlagt af købmand Jørgen Soldbro i 1937. Navnet ISO kommer af grundlæggerens initialer. Gennem de seneste 60 år har ISO spillet en væsentlig rolle i udviklingen af den danske dagligvaresektor ved dels at fokusere på specialafdelinger indenfor fisk, ost, delikatesse samt frugt og grønt, men ved samtidig at have et program med faste lave discountpriser.
I 1982 overtog stifterens søn, Niels Jørgen Soldbro, ledelsen af selskabet.
I 1998 åbnede ISO det første danske internetsupermarked under navnet ISO TeleKøb. ISO TeleKøb udviklede sig til en højt profileret internetsatsning og vandt i løbet af de første år flere internetpriser. I 2000 flyttede ISO TeleKøb ud af ISO-butikkerne, da der blev etableret et centrallager, hvorfra varerne blev leveret. ISO TeleKøb lukkede 3. februar 2002, da det efter 4 år stadig ikke var lykkedes at skabe overskud på driften.
I 1999 solgte grundlæggerens søn Niels Jørgen Soldbro ISO til den svenske ICA AB-koncern for et trecifret millionbeløb. Men allerede i 2002 blev ISO atter solgt – denne gang til Dagrofa for under 100 mio. kr. I alt kostede de tre års ejerskab af ISO svenskerne 415 mio. kr.
I 2005 udviste regnskabet trods en pæn omsætning på 1,2 mia. kr. et underskud på 36 mio. kr. I april 2007 ophørte kæden. De 12 butikker blev dermed en del af den købmandsejede dagligvarekæde SuperBest.